# For Those Aboot to Rock: Live at the Commodore
For Those Aboot to Rock: Live at the Commodore – album wideo kanadyjskiego zespołu muzycznego Strapping Young Lad. Wydawnictwo ukazało się 15 listopada 2004 roku nakładem wytwórni muzycznej Century Media Records. Na albumie znalazł się występ zespołu zarejestrowany 16 stycznia 2004 roku w Commodore Ballroom w Vancouver w Kanadzie.

## Lista utworów
Opracowano na podstawie materiału źródłowego.
| 1. "Dire (Intro)" – 01:05 2. "Consequence" – 04:26 3. "Relentless" – 03:11 4. "Rape Song" – 04:01 5. "Home Nucleonics" – 02:41 6. "S.Y.L." – 04:31 7. "In the Rainy Season" – 05:29 |  | 1. "Devour" – 03:13 2. "Aftermath" – 07:11 3. "Oh My Fucking God" – 04:38 4. "Force Fed" – 05:42 5. "Detox" – 09:07 6. "All Hail the New Flesh" – 08:33 7. "Far Beyond Metal" – 06:58 |

## Twórcy
Opracowano na podstawie materiału źródłowego.
| Zespół Strapping Young Lad w składzie - Devin Townsend – gitara, wokal prowadzący, produkcja muzyczna, inżynieria dźwięku - Jed Simon – gitara - Byron Stroud – gitara basowa - Gene Hoglan – perkusja, instrumenty perkusyjne Dodatkowi muzycy - Munesh Sami – instrumenty klawiszowe |  | Produkcja - Shaun Thingvold – miksowanie, inżynieria dźwięku - Greg Reely – inżynieria dźwięku, mastering - Scott Cooke, Tim Bavis – inżynieria dźwięku - Konrad Palkiewicz – oprawa graficzna |